# Рак на гърдата
Ракът на гърдата е болестно състояние, при което е засегната жлезната ѝ тъкан. Той е най-широко разпространеният рак сред жените и е на второ място като причина за смъртността при тях.

## Профилактика
Самопреглед на гърдите:
- Застанете пред огледалото с ръце, прибрани до тялото и огледайте гърдите си за всякакви промени. След това вдигнете ръце над главата и огледайте отново.
- Поставете ръце на ханша и стегнете мускулите на гръдния кош. Внимателно разгледайте формата и външния вид на гърдите си и следете за всяка необичайна промяна.
- Застанете под душа или във ваната и насапунисайте ръцете си. Поставете лявата ръка на тила. Пръстите на дясната приберете един до друг и започнете да ги движите с леко притискане по лявата гърда чак до подмишницата. Повторете същото и за дясната гърда.
- Нежно притиснете зърната на всяка гърда между палеца и показалеца си, за да проверите за секрет.

Всеки път при сапунисване на гърдите те се масажират и опипват внимателно за новопоявили се бучки, които растат. Ако има нарастваща бучка, трябва веднага да се потърси консултация от специалист – най-добре хирург-мамолог, може и в краен случай гинеколог. Не всяка бучка е рак; диагноза рак може да се постави само от хирург от онкология и единствено след т.нар. „тройна диагностика“ – клиничен преглед от хирурга, мамография от квалифициран рентгенолог и взимане на ТАБ – тънкоиглена аспирационна биопсия. Ако ТАБ е неубедителна, при сериозни подозрения от прегледа и мамографията, се прибягва до ексцизионна биопсия (със скалпел) и изготвяне на хистологични препарати, които могат и е препоръчително да се консултират и от втори патолог. Туморите при хистологичното изследване се оказват най-често доброкачествени – фибром, фиброаденом, филоден тумор, интрадуктална папилома; но има и злокачествени – карцином или сарком (много рядко). Карциномът на гърдата противно на всеобщото схващане е лечимо заболяване, защото гърдата е достъпна за самоизследване и ракът може да се „хване“ в ранен стадий, и да се отстрани радикално преди да е дал метастази на други места по тялото (най-често в белия дроб, костите и мозъка).

## Стадии на карцинома на гърдата
- 1 ст. – туморът е под 2 см и без метастази в лимфните възли,
- 2 ст. – туморът е под 5 см с подвижни лимфни възли с метастази или над 5 см, но без лимфни метастази,
- 3 ст. – туморът е сраснал с кожата или с гръдната стена, но без далечни метастази,
- 4 ст. – всякакъв по-горен стадий на рак с дисеминирани далечни метастази.

Когато е диагностициран рак (разумно е веднага да се консултират готовите препарати и с друг онколог), пациентът трябва да бъде представен от лекуващия му към момента лекар и онколога на онкологичен комитет – в него освен хирурга и онколога-хистолог присъства и онколог (химио- или лъчетерапевт). Онкокомитетът издава протокол, с който пациентът се насочва към съответния ОДОЗ – областен диспансер за онкологични заболявания (виж Онкологични болници и центрове в България) с час и ден на явяване за лъче- или химиотерапия, или допълнително хирургично лечение.

## Лечение
При повечето жени с рак на гърдата се налага някакво хирургично лечение на първичния тумор. Целта е, ракът да се отстрани възможно най-пълно. Системното лекарствено лечение включва химиотерапия, таргетна терапия и хормонотерапия. Задължително е предварително хистологично изследване на следните два показателя: (а) туморни хормонални рецептори – естрогенни рецептори (ER) и прогестеронови рецептори (PgR) и (б) рецептори за човешки епидермален растежен фактор, тип 2 (HER2). Ето накратко основните видове хирургични способи използвани за лечение на рака на гърдата.

### Туморна резекция
Наричана още „съхраняваща гърдата операция“, туморната резекция отстранява само раковото образувание заедно с част от заобикалящата го здрава тъкан. Обикновено се предхожда или последва от лъче – или химиотерапия. Решението се взема отговорно, ако е подкрепено от предварителна сентинелна биопсия.

### Сегментна (парциална) мастектомия
Почти същата, като по-горе описаната операция, при която обаче се премахва по-голям обем засегната тъкан. Също така последвана от лъчетерапия.

### Тотална (проста, семпла) мастектомия
При този вид мастектомия се отстранява цялата гърда, без да се премахват подмишничните лимфни възли или мускулната тъкан под гърдата.

### Модифицирана радикална мастектомия
Премахва се цялата гърда и някои от лимфните възли и/или мускулна тъкан под нея.

### Радикална мастектомия
Този тип хирургично лечение включва премахване на цялата гърда, лимфните възли и мускулите от гръдната стена под гърдата. В днешно време, тази операция (с отстраняване на мускули) има все по-малко значение, тъй-като е доказано, че радикалната мастектомия има същата преживяемост при по-малка травматичност и странични реакции.
Някои странични ефекти на гореизброените методи включват инфектиране или събиране кръв и/или течност на мястото където е извършена манипулацията. Ако са били отстранени и лимфните възли може да има подуване в областта на ръката (лимфедем).

### Други видове хирургично лечение

#### Аксиларна дисекция и сентинелна биопсия
Тези интервенции се правят за установяване дали ракът се е разпространил в лимфните възли намиращи се в подмишницата. Някои възли се изследват под микроскоп и тогава се взема решение за по нататъшната терапия. Тези възли се маркират предоперативно с багрило или с радионуклид, който се инжектира перитуморно. По лимфните пътища дрениращи тумора маркерът се натрупва първо в най-близкия, стражеви (сентинелен) лимфен възел. Операцията започва с отваряне на аксилата. Възелът се открива визуално или със сонда (гайгеров брояч), изважда се и се изследва на „гефрир“, при отворена рана. Ако няма туморни клетки – приключва се с органосъхраняваща операция и химиотерапия. Ако има – се отстранява гърдата до фасция и се отстранява цялата аксиларна мастна тъкан, с последваща химио- и евентуално лъчетерапия.

#### Реконструктивни операции
Тези операции нямат за цел да лекуват рака. Те се правят за да се възстанови (реконструира) гърдата след като е извършена мастектомия. Може да се реконструира с част от широкия гръбен мускул, или просто да се сложи силиконова протеза.

## Химиотерапия

### Неоадювантна терапия
Прилага се при следните три случая: (а) преди хирургическо лечение на тумори над 3 см; (б) при местно напреднал рак; (в) при местно напреднал рак, неподходящ за хирургическо лечение. Системната лекарствена терапия задължително се предшества от биопсия и хистологично изследване, и продължава 4 – 6 месеца.

### Адювантна терапия
Прилага се след радикално опериран рак. Изборът на режим за системна лекарствена терапия се основава на три рискови категории за прогресия на болестта: (а) нисък риск, (б) междинен риск и (в) висок риск.
- Адювантна терапия при хормонално-положителни тумори (ER- и/или PgR-положителни)
- При пациенти с нисък риск, които са в менопауза, се провежда петгодишна хормонотерапия с т.нар. ароматазни инхибитори (Анастрозол, Летрозол, Екземестан) или с Тамоксифен.
- При пациенти с междинен риск, които са в пременопауза, се провежда двугодишно лекарствено потискане на функцията на яйчниците с аналог на Рилизинг хормон на лутеинизиращ хормон (ЛХРХ) плюс петгодишен прием на ароматазни инхибитори (Анастрозол, Летрозол, Екземестан) или Тамоксифен.
- При пациенти с междинен риск и с хистологични данни за разсейки в един до три мишнични (аксиларни) лимфни възли, се провеждат 4 цикъла следоперативна химиотерапия.

След приключване на химиотерапията се започва хормонотерапия: (а) при болни в менопауза се провежда петгодишна хормонотерапия с ароматазни инхибитори; (б) при болни в пременопауза се провежда двугодишно лекарствено потискане на функцията на яйчниците с аналог на Рилизинг хормон на лутеинизиращ хормон (ЛХРХ) плюс петгодишен прием на ароматазни инхибитори (Анастрозол, Летрозол, Екземестан) или Тамоксифен.
- При пациенти с висок риск се провеждат от шест до осем цикъла химиотерапия.

При пациенти с HER2-положителни тумори с размер над 1 см лечението с Доцетаксел (Паклитаксел) се комбинира с Трастузумаб.
- Адювантна терапия при хормонално-отрицателни тумори (ER- и PgR-отрицателни)
- При пациенти с междинен риск се провежда химиотерапия.
- При пациенти с висок риск се провеждат от 6 до 8 цикъла химиотерпия. При пациенти с HER2-положителни тумори, чийто размер е над 1 см, лечението с Доцетаксел (Паклитаксел) се комбинира с Трастузумаб.
- При пациенти с тройно отрицателен тумор (ER-, PgR- и HER2-отрицателен) се провеждат от 6 до 8 цикъла химиотерпия.

### Терапия при рак с далечни разсейки (метастази)
- Хормонотерапия при хормонално-положителни тумори (ER- и/или PgR-положителни)[1]
- При пациенти, непровеждали адювантна хормонотерапия, се започва приложение на ароматазен инхибитор (Анастрозол, Летрозол, Екземестан) или Тамоксифен.
- При пациенти, прилагали адювантна хормонотерапия с Тамоксифен, се започва приложение на ароматазен инхибитор (Анастрозол, Летрозол, Екземестан). Ако прогресията на болестта е след свободен интервал над 12 месеца, се продължава с Тамоксифен.
- При пациенти, прилагали ароматазни инхибитори, се започва втора линия хормонотерапия с Фулвестрант.[2]